# 南都燒討
南都燒討（南都焼討），是日本平安時代末期治承4年（1181年）平重衡等平氏軍受平清盛之命，攻打東大寺、興福寺等奈良（南都）的佛教寺院之事件。目的是討伐對平氏政權採取反抗態度的寺社勢力所屬的大眾（だいしゅ），治承、壽永之亂的戰役之一。

## 戰後
清盛没收東大寺、興福寺的莊園、領地，更換別當、僧綱等，不同意寺院的再建。但是，1月14日（1181年2月6日），親平氏政權的高倉上皇駕崩，2月4日（1181年3月20日），清盛自身也因謎樣的高熱接連死去。人們開始謠傳這是對南都燒討的佛罰。此外，東國的源賴朝不穩的情報也傳入京都，所以清盛的繼任者平宗盛在3月1日，撤回對東大寺、興福寺以下南都諸寺的全部處分。